# Трпимир
Трпимир је био кнез кнежевине која је у новијој хрватској историографији позната као Приморска Хрватска (Кнежевина Далмација и Либурнија)  од 845. до 864. године, и утемељивач владарске династије Трпимировића.

## Владавина
Трпимир је око 845. наследио је кнеза Мислава. Формално је признавао врховну власт франачког краља Лотара, али је владао као самосталан и јак владар, с обзиром да је након смрти Карла Великог контрола Франака над Хрватима била све слабија. У свом кнежевском двору имао је дворске свештенике, дворске службенике, као и сталну пратњу у којој су поред осталих били укључени и најугледнији жупани, који су били Трпимирови саветници и сарадници.
Нападе Арапа, који су ослабили Византију и Венецију, кнез Трпимир је мудро искористио. Према сведочанству бенедиктинца Готшалка, Трпимир је између 846. и 848. успешно ратовао против Византије и Венеције на мору и на копну. Кад су Неретљани напали и сам млетачки град Каорле, Трпимир је победио византијског архонта који је тада владао из Задра. И сам Готшалк, оптужен за јерес, склонио се код Трпимира, како би умакао Францима, што већ доказује снагу и самосталност овога кнеза.
Између 854. и 860. Бугари су упали на териоторију Кнежевине Далмације и Либурније, коју је Трпимир одбранио. Одлучујући ударац им је задао, како претпоставља Нада Клаић, највероватније у североисточној Босни, те се на основу те претпоставке наводи закључак да се Трпимирова власт протезала и на ту територију, иако је заправо немогуће с прецизношћу утврдити тачне границе територија под Трпимировом влашћу, као ни карактер те власти коју је он над њима евентуално имао.
Кнез Трпимир и његов најстарији син Петар ишли су на ходочашће у италијански град Чивидале (16 км источно од града Удине). Доказ томе су забележена имена у познатом јеванђељу св. Марка (Чедадски јеванђелистар), у ком су записана и имена многих других европских владара, посебно словенских и германских. Ту је његово име записано као domno Tripimiro (господин Трпимир), с насловом који се тада радо давао највишим угледницима. Готшалк га пак назива „краљем Склавина“ (rex Sclavorum), што опет означава његову врховну власт над терироријом коју су настањивали Хрвати и чињеницу да у de facto није био ничији вазал.

## Трпимирова даровница
Трпимир је 4. марта 852. наводно издао један документ на латинском језику познат под именом Трпимирова даровница (неки историчари је датују и пре 840. године), којом је сплитској надбискупији потврдио поклон свога претходника Мислава, а такође јој је даровао и цркву Светог Јурја у Путаљу као и неке поседе са кметовима. Овај најстарији сачувани документ хрватских владара написао је један свештеник у својству кнежевог секретара, а у њој су и наведени сведоци: пет жупана, кнежев управник двора (Неготин), три свештеника (од којих је један и састављач повеље) и још пет обичних сведока. У повељи се Трпимир назива „помоћу Божјом кнезом Хрвата“ (iuvatus munere divino dux Croatorum), а своју земљу назива regnum Croatorum. Овај назив, премда би се могао дословно превести као „краљевство Хрвата“, вероватније у то доба означава земљу над којом владају Хрвати. Када каже да је кнез „помоћу Божјом“ вероватно означава да га на власт није поставио цар. Из Повеље се такође сазнаје да је Трпимир столовао у Бијаћима, а поседовао је и Клис.

### Аутентичност даровнице
С обзиром да Трпимирова даровница сачувана тек у препису који датира из 16. века, због тога, као и због њене дипломатичке природе, историчари имају подељена мишљења у вези са њеном аутентичношћу. Старији историчари попут Ферда Шишића и Рудолфа Хорвата сматрају да је документ аутентичан, док млађе генерације хрватских историчара као нпр. Нада Клаић, одбацују даровницу као фалсификат.
Наиме, Фердо Шишић тврди да је Трпимир позвао неколико бенедиктинаца из познатог бенедиктинског средишта Монтекасино (између Рима и Напуља) с Апенинског полуострва и саградио им у Рижиницама код Солина самостан и цркву Светог Петра. Бенедиктинци који су се настанили у самостану одиграли су значајну улогу у верском и просветном животу, те ширењу писмености. Међутим, пошто није имао довољно сребра да плати радове, затражио је позајмицу од сплитског надбискупа Петра, а овај је то искористио и затражио од Трпимира да потврди дарове које су сплитској надбискупији дали његови претходници, као и земљу коју је он купио, што је Трпимир и урадио овом даровницом.
Нада Клаић је аутентичност ове даровнице довела први пут у питање у свом чланку „О Трпиморовој даровници као дипломатичком и хисторијском документу“, у Вијеснику за археологију и хисторију далматинску, 1960, да би касније у књизи „Повијест Хрвата у раном средњем вијеку“ (1975) тврдила да је даровницу барем „проширио“, ако не и у целини написао непознати Сплићанин из 12. или 13. века у жељи да покаже да је Трпимир зависио од сплитског надбискупа, што по Клаићевој никако не може бити истина, јер није логично да надбискуп тражи потврду за поседе који су већ његови, као и то да извори не потврђују постојање сплитског надбискупа све до 879. године, па самим тим није ни било потребе да се таква повеља уопште пише. Стога Нада Клаић извлачи закључак да је Мислављева задужбина била предата нинском бискупу, а не сплитском надбискупу, како се то тврди у овој повељи.

## Крај власти и наследници
Пред крај Трпимирове владавине, 863. године дошло је и до првог раскола између римског папе и цариградског патријарха Фотија, што се свакако одразило и на Хрватску.
Крај Трпимирове власти није сасвим јасан, као ни тачан след његових наследника. Трпимир је имао три сина, Петра, Здеслава и Мунцимира, па га према једној од теорија наслеђује син Здеслав, ког убрзо свргава Домагој који није био из његове породичне лозе. Према другој, Трпимира је директно наследио кнез Домагој око 864, који је притом, како неки сматрају, погубио Трпимировог сина Петра.